# Malagopsis
Malagopsis är ett släkte av steklar. Malagopsis ingår i familjen bracksteklar.
Kladogram enligt Catalogue of Life:
| Malagopsis | \| \| Malagopsis doggeri \| \| \| \| \| \| Malagopsis grandidieri \| \| \| \| |
|            | \| \| Malagopsis doggeri \| \| \| \| \| \| Malagopsis grandidieri \| \| \| \| |
|            | Malagopsis doggeri                                                            |
|            |                                                                               |
|            | Malagopsis grandidieri                                                        |
|            |                                                                               |